# Cisek
Cisek (in tedesco Czissek) è un comune rurale polacco del distretto di Kędzierzyn-Koźle, nel voivodato di Opole.
Ricopre una superficie di 70,89 km² e nel 2004 contava 1 892 abitanti.
Il tedesco è riconosciuto e tutelato nel comune come lingua della minoranza.